# مسحوق الشيطان (فلم)
مسحوق الشيطان هو فيلم تلفزيوني مغربي من إخراج عز العرب العلوي سنة 2009، و بطولة كل من محمد خيي، نجاة الوافي، محمد بن براهيم، رفيق بوبكر، جمال لعبابسي، فاطمة الزهراء بناصر، عز العرب الكغاط، فاطمة هراندي، وآخرون.
تدور أحداث الفيلم حول تجارة الكوكايين، وانتشار تعاطيه في أوساط الشباب، خصوصا أبناء العائلات الميسورة.

## القصة
الفيلم وجهين لعملة واحدة: وجه يعري واقع الاتجار في المخدرات البيضاء من خلال مسار مصممة أزياء تنقل منتوجاتها ما بين طنجة والرباط. ويحدث أن تتعرض لحادثة سير مفتعلة، يدخل على إثرها أفراد العصابة بالمغرب والخارج في صراع عنيف وترتفع حدة الانتقام فيما بينهم.
ووجه آخر ينصب على تأثير الكوكايين في أوساط الشباب من خلال مسار أربعة أصدقاء يجمعهم الإدمان والانحراف ويغيبهم الموت تباعا.